# Charles Woodruff
Charles Sherman Woodruff (15. august 1844 i Cincinnati – 6. september 1927 smst) var en amerikansk bueskytte som deltog i OL 1904 i St. Louis.
Woodruff vandt en sølvmedalje i bueskydning under OL 1904 i St. Louis. Han kom på en andenplads i holdkonkurrencen. De andre på holdet var William Clark, Charles Hubbard og Samuel Duvall.
Hans kone Emily Woodruff blev olympisk mester i holdkonkurrencen for kvinder i bueskydning under samme OL.